# Indogermanische Religion
Der Begriff Indogermanische oder Indoeuropäische Religion wurde kurz nach Entdeckung der indogermanischen Sprachfamilie geprägt, als eine sprachlich und sachlich recht enge Verwandtschaft zwischen lateinisch Jupiter/Diēspiter, griechisch Zeus pater und altindisch Dyaus Pita offenkundig wurde. Jedoch konnte daraus – trotz zahlreicher Versuche und Überlegungen, teilweise mittels falscher Vergleiche (germanisch Hel = altindisch Kali; germanisch Wodan = altindisch Vata) – kein größerer Zusammenhang rekonstruiert werden.
Paul Thieme lieferte bahnbrechende Erkenntnisse, als er entdeckte, dass die indogermanischen Götter keine Personifikationen von Naturelementen sind, sondern von ethischen Begriffen. Einen wichtigen Beitrag zu einer vergleichenden indoeuropäischen Religion lieferte Georges Dumézil mit seiner Ansicht der strukturellen Dreifunktionalität der beherrschenden Götterfiguren in den Panthea der indoeuropäischen Völker.

## Die Drei-Funktionen-Theorie
Die strukturelle Theorie des französischen Religionswissenschaftlers Georges Dumézil baut auf der These auf, dass der Götterhimmel ein Abbild der Gesellschaft, der sozialen Ordnung sei. Viele indoeuropäischen Kulturen bestanden aus den drei freien Ständen Lehrstand, Wehrstand und Nährstand. Daraus leitete Dumézil folgendes Schema ab:
| Funktion           | Indien  | Rom         | Germanen      | Kelten   |                                                               |
| 1a. Hell-Juridisch | Mitra   | Dius Fidius | Tyr           | Teutates | Richter, Gesetzgeber – hält sich im Hintergrund               |
| 1b. Dunkel-Magisch | Varuna  | Jupiter     | Odin          | Esus     | Herrscher – wird oft als ungerecht empfunden                  |
| 2. Stärke          | Indra   | Mars        | Thor          | Taranis  | Held – primitive Waffe (Keule, Hammer) – tötet Wasserschlange |
| 3. Fruchtbarkeit   | Nasatya | Quirinus    | Njörd & Freyr |          | oft ein Paar – Wohltäter des Volkes                           |

Das System erwies sich als geeignetes Muster und brachte der vergleichenden Religionswissenschaft einen Schub in der Entwicklung. Die Namen (und ihre Etymologie) traten in den Hintergrund zugunsten von Sagen, Mythen und strukturellen Eigenschaften, die bestimmte Gottheiten miteinander verbinden. So wurde ein heldenhafter Donnergott fassbarer als bisher: Der germanische Thor und der indische Indra trinken und essen überreichlich, sind jähzornig und bekämpfen, wie auch der baltische Perkunas (slawisch: Perun), ein drachenartiges Wesen.

### Kritik
Das System weist aber viele Schwächen auf, so werden die Griechen ausgeklammert (zu starke semitische / kleinasiatische Einflüsse) und auch die urtümliche Religion der Balten passt nicht so recht in das Schema. Des Weiteren wenden Kritiker, wie beispielsweise die Indologen und Indogermanisten wie Paul Thieme und Bernfried Schlerath gegen Dumézil ein, dass insbesondere die ältesten indogermanischen Quellen, die der indologischen und iranologischen Philologien, gänzlich in dem Sinne ausfallen, dass die Dreiteilung diesen nicht zu entnehmen ist und speziell das indische Kastensystem erst späterer Natur ist. Mit ihnen und anderen weisen sie Dumézil einen oberflächlichen und eklektischen Umgang mit den Quellen nach und werfen ihm im Einzelnen unhaltbare sprachwissenschaftliche Interpretationen vor. Ein weiterer Kritikpunkt ist der, dass bisher ein Nachweis aus dem archäologischen Material fehlt. Die dritte Funktion ist zu wenig differenziert, und die Gottheiten Nasatya, Quirinius und Freyr haben gar nichts gemeinsam und wirken in der Zusammenstellung spontan bis willkürlich. Der weibliche Aspekt wurde von Dumézil vernachlässigt, obschon fast alle indoeuropäischen Religionen mehrere Göttinnen mit deutlichen Charakterzügen haben. Deswegen kam auch der Gedanke auf, dass Gottheiten und besonders Göttinnen, die die Liebe und Fruchtbarkeit repräsentieren, einem vorindogermanischen (matriarchalen) Substrat entstammen, eine These, die die Archäologin Marija Gimbutas stark vertrat, die das baltische Pantheon in ein indoeuropäisches (= Götter) und ein vorindoeuropäisches (= Göttinnen) aufspaltete („Alteuropa“).
Weiterhin ist eine Dreiteilung ein sehr triviales Schema, auf das prinzipiell jede Menge von Gottheiten abgebildet werden kann. Da die Menge an Gottheiten in den traditionellen indogermanischen Religionen weitaus größer ist, als die zur Verfügung stehenden Kategorien, kommt es zur Funktionsdopplung oder -aufspaltung. Zudem lässt sich bei den meisten Figuren eine genaue, eindeutige Funktion nicht bestimmen.

## Fantalovs Reduktion
Ein ähnliches System stellt der Russe Alex Fantalov vor, der fünf Archetypen im indoeuropäischen Pantheon annimmt:
- Himmelsgott
- Donnergott
- Erdgott der Unterwelt
- Kulturheros
- Große Göttin

Die ersten beiden wären Vertreter der herrschenden Klasse und der Erdgott und der Kultheros Vertreter der Natur, Landwirtschaft und des Handwerks. Der Kulturheros solle zudem mehr ein Vermittler der beiden Gegensätze sein, während die Große Göttin als Gattin des Hauptgottes zu denken sei. Mit der Ausbildung feinerer Gesellschaftsstrukturen hätten sich diese Archetypen in immer mehr Gottheiten aufgeteilt. Als Kritik sei angemerkt, dass im Gegensatz zum System von Dumézil und dessen verbesserten Nachfolgemodellen, dieses System keine wirklichen Fortschritte im Verständnis der indogermanischen Religionsgeschichte erbringt.

## Linguistik
Dieser Absatz kommt nicht ohne Abkürzungen aus: ie.: Indogermanisch; ai.: Altindisch; agr.: Altgriechisch; phryg.: Phrygisch; lat.: Lateinisch; gall.: Gallisch; lit.: Litauisch; lett.: Lettisch; an.: Altnordisch; ae.: Altenglisch; wgerm. Westgermanisch. – m.: männlich; f.: weiblich; Dl.: Dual, Pl.: Plural; vgl. Indogermanische Wortwurzeln
Eine andere Möglichkeit der Annäherung einer indoeuropäischen Religion bietet die Historische Linguistik mit der Vergleichenden Sprachwissenschaft. Doch erlaubt diese nur, etwas über die Benennung und Grundfunktion der rekonstruierten Gottheiten zu sagen, nicht aber über das Wesen derselben.
Im Weltbild aller indoeuropäischen Kulturen gibt es ein Allem übergeordnetes universelles Prinzip eines absoluten Gleichgewichts, Ausgeglichenheit und Ordnung:
*h2r-tós "perfekt passend, richtig, wahr", wahrscheinlich abgeleitet von *h2er-, ai. ऋत ṛta, lat. Veritas, an. Urðr, ae. wyrd – Schicksal, absolute Ordnung, Regel, universelles Gesetz, Wahrheit An dieses universelle übergeordnete Prinzip sind alle Wesen gebunden, Menschen, Tiere, Pflanzen und Götter. Es ist die Ordnung sowohl des Himmels als auch der Erde. Obwohl es sich dabei um eines der wichtigsten Konzepte des indoeuropäischen Weltbilds handelt, erscheint es im Gegensatz zu den Göttern oft nicht als personifizierte Gottheit, sondern als rein abstraktes Prinzip. (vgl. ṛta und urlag). Das universelle Prinzip in den indoeuropäischen Weltmodellen symbolisiert auf der höchsten Ebene eine Vereinigung von zwei komplementären, perfekt ausgeglichenen Prinzipien, wie sie auch in den hermaphroditen Urwesen der indoeuropäischen Weltentstehungsmythen auftaucht. Die Indoeuropäer betrachten das Universum als in einem unzerstörbaren Gleichgewicht, das durch dieses höchste Prinzip aufrechterhalten wird. Dies wird unter anderem daran deutlich, dass das Gleichgewicht und die Ausgeglichenheit des Universums immer mit dem Schicksal verbunden sind. In der Nordischen Mythologie sind Urðr und Urlag eng verbunden, Urlag ist die unterste Lage des Weltgewebes und liegt im Urdbrunnen. Urlag bedeutet Ursprüngliches Gesetz und ist als unterste Lage des Weltgewebes die Verbindung in die Zeit der Weltentstehung, als die zwei komplementären, perfekt ausgeglichenen Prinzipien noch vereint sind. In der Römischen Mythologie hängen Veritas und Fatum auf ähnliche Weise zusammen wie Urðr und Urlag in der Nordischen Mythologie. Während der Weltentstehung spalteten sich die beiden komplementären Prinzipien teilweise auf, werden aber immer noch als untrennbar verbunden angenommen. Dies wird ebenfalls in der indoeuropäischen Sprache deutlich, Wortpaare die Gegensätze ausdrücken haben oft denselben Wortstamm: *leuk- ('hell, Licht') – *leug- ('dunkel'); *yeu- ('zusammenfügen') – *yeu- ('trennen'). Dieses Muster findet sich auch in der Trias der Schicksalsgottheiten, von denen eine Geburt und Leben, die andere Tod und Zerstörung ist.
Diesem übergeordneten Prinzip unterstellt sind die von den Indoeuropäern verehrten Götter (1. *deiuos m. ai. devaḥ; phryg. tios; lat. deus; lit. diēvas – 2. dhēh1s: agr. theos; phryg. deos; an. dís f.), die als unsterblich betrachtet werden (*deiuos nmrtos m.Pl.; ai. devāḥ amrtaḥ; gr. theoi ambrotoi; lat. dī immortāles). Mögliche Gottheiten sind:
- *bhehagos f. "Schicksal (wörtl. 'Zuteilung, Anteil')": agr. Μοῖραι, lat. Parcae; an. nornir; lit. Laima, ai. Tridevi; ostslawisch: Rodzanice, Suditse[12]. Auf der höchsten Ebene des indoeuropäischen Pantheon waren die Schicksalsgottheiten angesiedelt[13][14][15], die das physikalische Prinzip von Zeit und das universelle Prinzip des Gleichgewichts von Erschaffung, Erhaltung und Zerstörung personifizierten.[16] Hierbei war der Lauf der Zeit, und damit ein Lebenszyklus, gleichbedeutend mit dem Gleichgewicht von Erschaffung, Erhaltung (Geburt, Leben, Glück) und Zerstörung (Tod, Unglück). Die Schicksalgottheiten bildeten meistens eine Trias, wobei eine Gottheit Erschaffung und Erhaltung symbolisierte, die zweite das Gleichgewicht, die dritte Zerstörung. Die drei Aspekte wurden aber auch in einer einzigen Gottheit zusammengefasst, beispielsweise in der litauischen Laima.

- *Dyēus ph2tēr m. „Himmel-Vater“: ai. Dyauḥ pitā; agr. Zeus patēr; phryg. Ties; lat. Iūpiter, skyth. Papaios; phryg. Papas.
- *Pl̥th2uih2 meh2tēr f. „Erd-Mutter“: ai. Prthivī mātā; gall. Litavia; ae. Folde fíra módor.
- *Deiuos m. „Gott“: an. Týr; ae. Tíw; lit. Diēvas. Scheint ein anderer Name für den Hauptgott gewesen zu sein.
- *Diuih2 f. „Göttliche“: ai. Devī; agr. Dīa; lat. Dea Dia; germ. Ala-teivia.
- *Diuos suHnuh1 m.Dl. „Gottes-Söhne“: ai. Divaḥ sūnū (= Nāsatyā); lit. Diēvo sūnēliai Pl., mit gleicher Bedeutung: agr. Dioskorō Dl. Die beiden Gottessöhne werden als (weiße) Pferde gedacht: ai. Aśvinā Dl. „Pferde“; agr. Leukō pōlō Dl. „Weiße Fohlen“; ae. Hengist & Horsa.
- *Meh2teres f.Pl. „Mütter“: ai. Mātā; agr. Materes; gall. Mātres; lett. Māte; ae. Módra. Die Mütter bezeichnen eine meist unbestimmte Anzahl von lokalen Göttinnen.
- *Perkuh3nios m. „Eichenherr?“: an. Fjörgynn; lit. Perkūnas; thrak. Perkōn. Diese Gleichung ist eher unsicher und könnte einen Helden bezeichnet haben. Früher wurde auch ai. Parjanya hinzugezogen, was aber sprachlich nicht passt.
- *Peh2usōn m. „Hirte“: ai. Pūṣā; agr. Pān. Also ein Hirtengott.

Naturgottheiten:
- *derew(o)- ("standhaft sein, fest, unerschütterlich, Baum, Holz") (vgl. PIE *dóru): agr. Dryádes , ai. vanadevata (vana – Wald, devata – Gottheit), Feenwesen der Bäume und Wälder Dryaden sind eng mit Eichen verbunden[17][18].

Astralgottheiten:
- *Seh2uelios m. „Sonne“: ai. Sūryaḥ; agr. Hēlios; lat. Sōl; lit. Saulė f.; an. Sól f. Bei den Germanen und Balten eine Göttin. Der Sonnengottheit wird eine Tochter zugeschrieben:
- *Seh2uelieso dhugh2tēr f. „Sonnen-Tochter“: ai. duhitā Sūryasya; lit. Saules dukrytė; an. Sólar dóttir.
- daneben noch die Vorstellung des Sonnenrades: *sh2uens kwekul „Sonnen-Rad“: ai. sūras cakraḥ; gr. hēliou kyklos; an. sunnu hvél; ae. sunnan hweogul.
- *Meh1nōs m. „Mond“: ai. Candra-māḥ; agr. Mēnē f. (Selēnē); phryg. Mās; lit. Mėnuo; an. Máni. Bei den Griechen und Römern eine Göttin.
- *H2eusōs f. „Morgenröte“: ai. Uṣāḥ; agr. Ēōs; lat. Aurōra; lit. Aušrinė; ae. Éostre.
- *H2eus- m. „Morgenstern“: ai. Uśanā; agr. Heōios, Heōs-phoros; aisl. Aur-vandill; ae. Éar-endel; lett. Aus-eklis. Der Morgenstern in der Mythologie ist immer ein Gott oder Held. Erst in der Astrologie wird durch babylonischen Einfluss der Planet mit der Göttin Aphrodite/Venus gleichgesetzt.

Urwesen, Urmenschen:
- *H2iemos m. „Zwilling“: ai. Yamaḥ; an. Ymir. Das erste Wesen, das starb.
- *Monus m. „Mensch“: ai. Manuḥ; phryg. Manēs; wgerm. Mannus, der erste Mensch und Kultheros.

## Indoeuropäische kosmogonische Mythen
In den indoeuropäischen kosmogonischen Mythen symbolisierte ein Weltenei den absoluten Urzustand des Universums, aus dem sich ein Urwesen entwickelte, das oft ein Zwilling oder Zwitter war, oder das in anderer Weise die Vereinigung von zwei komplementären Prinzipien symbolisierte ( Ymir, Yama, in der verwandten chinesischen Mythologie Pangu, in der verwandten altiranischen Mythologie Yima …).

## Jenseitsvorstellungen
Der Glaube an Wiedergeburt war ein zentraler Inhalt der Jenseitsvorstellungen in der indoeuropäischen Religion. Neben der Wiedergeburt in einer Pflanze, einem Tier oder einem menschlichen Körper wurde auch die Wiedergeburt an Orten als möglich angesehen, denen man keine Entsprechung in der physisch wahrnehmbaren Welt zuschrieb (Himmel und Hölle).
In der Nordischen Mythologie ist der Weltenbaum Yggdrasil ein Symbol für den Zyklus aus Leben, Tod und Wiedergeburt:
Wassertropfen aus den Quellen an den Wurzeln des Weltenbaums steigen im Baum hoch, verwandeln sich an den Blättern in Tau, fallen wieder in die Quellen zurück um dann wieder aufzusteigen. Ein Wassertropfen symbolisiert ein Leben. In Yggdrasil existieren neun Welten. An den Quellen unter Yggdrasil wohnen die Nornen, die Schicksalsgöttinnen in der nordischen Strömung der indoeuropäischen Religion.